# Ония IV
Ония IV, также Ониас или Оний (др.-евр. חוניו‬; др.-греч. Όνίας; лат. Onias; умер в 145 году до н. э.), — иудейский первосвященник в возведённом им гелиопольском храме его имени (Египет), во времена Второго Храма. Ветхозаветный персонаж. Сын первосвященника Онии III, не унаследовавший его места в иерусалимском храме: когда, после смерти Менелая, первосвященником от Антиоха Евпатора был поставлен Алким, тогда Ония удалился в Египет, где был благосклонно принят царем Птолемеем Филометором и где своими дарованиями возвысился до первых степеней в египетском государстве.

## Биография
Ониас IV — сын Онии III — законный наследник первосвященника. Он предполагал, что с победой народной партии, предводительствуемой Иудой Маккавеем, он займёт трон, но избрание Алкима разбило все его надежды. Ония поселился в Египте, где надеялся при дворе Птолемеев добиться помощи для борьбы с Селевкидами, противниками Египта.
Около 154 года до н. э. он, с разрешения Птолемея VI Филометора, устроил в городе Леонтополисе Гелиопольской провинции храм, копию в меньшем масштабе с иерусалимского. Храм стал называться по его имени (храм Ониаса). Он собрал левитов и священников, которые и начали отправлять богослужение по чину.
Ония пользовался расположением египетского двора и высоко поднял иудаизм в Египте. Вместе с Онией туда переселилось много евреев, где их стали называть др.-греч. Κάτοικοι (жители); они получили в наследственное пользование земли между Мемфисом и Пелусием и должны были отбывать воинскую повинность и охранять внутренний мир страны, долго называвшейся потом «страной Онии». (Древ., IX, 8, § 6). Все привилегии и обязанности переходили по наследству к старшему сыну в семье.
Оба сына Онии служили в войске, занимая видное положение при Клеопатре III (Древ., XIII, 10, § 4). Птолемею Фискону (146—117) пришлось бороться с Онией, оставшимся верным своему благодетелю (Флавий, «Против Апиона», II, 5).
Ония только несколькими месяцами пережил Птолемея Филометора (умер в 145 году до н. э.). Иудеи считали смерть его небесным наказанием, вменяя ему в преступление постройку нового храма, в противность закону.
С течением времени потомки Онии потеряли своё значение, а последний алабарх принадлежал уже к другой семье, ничего общего не имевшей с первосвященниками. Семьи «Ониадов» в том смысле, как были «Тобиады», не существовало ни в Палестине, ни в Египте, и термин этот, как его употребляет Бюхлер, по мнению ЕЭБЕ, не имеет основания и является неудачным.
Храм и возникший около него город были разрушены римлянами в 73 году н. э. спустя некоторое время после взятия Иерусалима.